# تاريخ أوتاوا

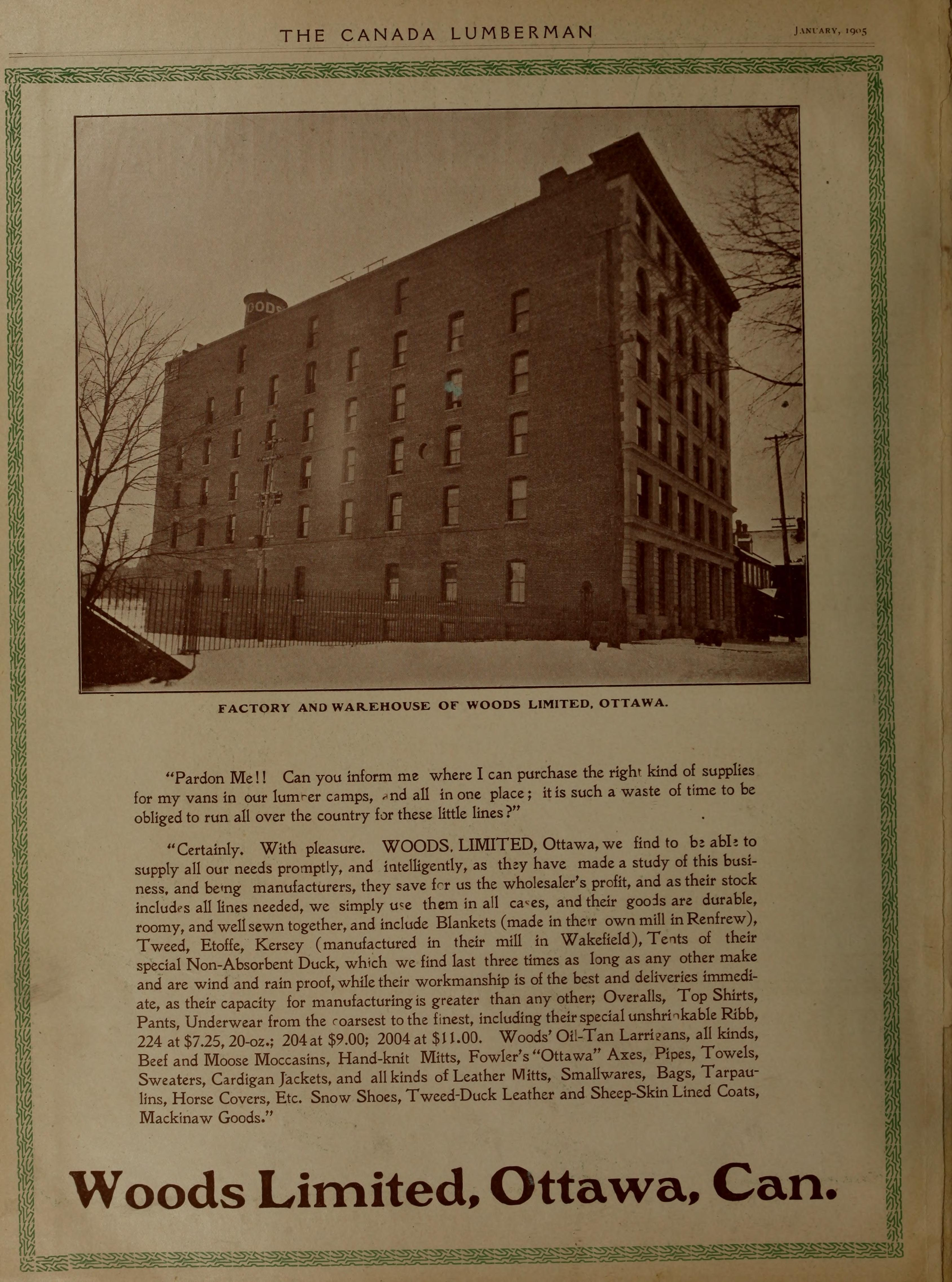
صناعات الغابات الكندية 1905-1906

تشكّل تاريخ أتاوا، عاصمة كندا، إثر سلسلة أحداث عديدة مثل بناء قناة ريدو، وازدهار صناعة الخشب، واختيار أوتاوا لتكون موقع العاصمة الكندية، بالإضافة إلى التأثيرات والتدخلات الأمريكية والأوروبية. بحلول عام 1914، تجاوز تعداد سكان أوتاوا الـ 100 ألف نسمة، واليوم هي عاصمة إحدى الدول السبع العظمى وعاصمة عالمية تجاوز عدد سكانها المليون نسمة.
كلمة «أوتاوا» مشتقة من كلمة «أداوي» بلغة شعب ألغونكون، والتي تعني «تجارة». تشير الكلمة إلى الشعوب الأصلية التي استخدمت النهر للتجارة والصيد وصيد الأسماك والتخييم وزراعة المحاصيل والاحتفالات، واستخدامات تقليدية أخرى. بدأت تسمية الأنهار الكبرى في الخرائط الأولى للمنطقة باسم تلك الشعوب.
نقل شعب ألغونكون بضائعهم عبر المجاري المائية لنهري أوتاوا وريدو على مر قرون. كان المستكشف الفرنسي إتيان برولي أول أوروبي يشاهد شلالات شوديير عام 1610، وكان عليه أيضًا التنقل عبر تلك الشلالات ليصل إلى الأراضي الداخلية الأبعد. لم تنشأ مستوطنات دائمة في المنطقة حتى عام 1800، عندما أسس فيليمون رايت قريته قرب الشلالات، على الساحل الشمالي لنهر أوتاوا.
بدأت عملية تأسيس قناة ريدو، إثر مخاوفٍ تتعلق بالدفاع عقب حرب عام 1812، والخطط التي وضعها المقدّم جون باي والحاكم الجنرال دالهاوزي بعد فترة قصيرة من تأسيس بلدة بايتاون في السادس والعشرين من شهر سبتمبر عام 1826، وبايتاون هو الاسم السابق لأوتاوا. كان المقدم جون باي ضابطًا في كتيبة المهندسين الملكية، وحصل على تفويضٍ من الحكومة البريطانية عام 1826 للإشراف على بناء قناة ريدو.
بعد فترة قصيرة، اختارت الملكة فيكتوريا مدينة أوتاوا لتصبح عاصمة كندا، واكتمل بناء مباني البرلمان في «هضبة البرلمان» بسرعة. في تلك الفترة، أدى ازدياد الواردات إلى ربط المدينة بشبكة من السكك الحديدية لتسهيل عملية شحن البضائع، إلى الولايات المتحدة تحديدًا. في أوائل العقد الأول من القرن العشرين، ضعفت صناعة الخشب بسبب تضاؤل الموارد والطلب عليها.
استمر النمو خلال القرن العشرين، وبحلول ستينيات القرن الماضي، غيّرت خطة غريبر شكل العاصمة وأزالت الكثير من البنى الصناعية التحتية القديمة. بحلول ثمانينيات القرن الماضي، أصبحت أوتاوا تُعرف باسم «وادي السيليكون الشمالي» جراء تأسيس عددٍ من شركات التقنية العالية الكبرى، ما أدى إلى جلب الازدهار الاقتصادي وساهم في ازدياد تعداد السكان بشكل كبير في العقود الأخيرة من القرن. في عام 2001، دُمجت كل المناطق في الإقليم، ولا تزال الخطط مستمرة في مجالات مثل النمو ووسائل النقل.

## الشعوب الأصلية والاستكشاف الأوروبي
أصبح وادي أوتاوا قابلًا للاستيطان تزامنًا مع جفاف بحر شامبلان منذ نحو 10 آلاف سنة. حافظ شعب ألغونكون، الذي يطلقون على نهر أوتاوا اسم «كيتشي سيبي» أي «النهر العظيم» أو «النهر الكبير»، على طرق التجارة خاصتهم على طول نهر أوتاوا لفترة قصيرة نسبيًا. ترتبط كلمة «أوتاوا» بشعب أوتاوا، أول شعب اعتمد على الصيد والتخييم والتجارة والترحال في المنطقة، والذي عاش بعيدًا في الغرب على طول الخليج الجورجي وبحيرة هرون.
عندما أصبح إتيان برولي أول أوروبي يسافر ويصل إلى نهر أوتاوا عام 1610، وتلاه صمويل دو شامبلان عام 1613، ساعدتهما إرشادات شعب ألغونكون. تظهر السجلات المكتوبة أن الألغونكون، بحلول العام 1613، سيطروا على وادي أوتاوا والمناطق المحيطة به إلى الجنوب والشمال.
1 تصوير صمويل دو شامبلان للمستوطنات قرب نهر أوتاوا في العام 1632. يشغل موقع مدينة أوتاوا الحالي الرقم 77 على الخريطة.
الصورة السابقة مقتبسة من خريطة أنشأها صمويل دو شامبلان عام 1632 ليوضح الحدود الشرقية لفرنسا الجديدة. تظهر الخريطة أجزاءً من مسار نهر أوتاوا الذي عبره دو شامبلان عام 1616، بينما تشير الأرقام إلى المدن التي زارها والتيارات النهرية الكبرى ومعسكرات الشعوب الأصلية. يشير الرقمان 77 و91 إلى موقعي مدينة أوتاوا حاليًا ونهر ريدو على الترتيب، بينما يشير الرقم 80 إلى موقع التيارات النهرية الكبرى جنوب جزيرة كالوميت، بينما يشير الرقم 81 إلى موقع جزيرة ألوميت، والتي استوطنها في تلك الفترة أفرادٌ من شعب ألغونكون، ويشير الرقم 82 إلى موقع قرية فورت–كولون اليوم، ومستوطنة الألغونكون التي وُجدت في عصر رحلات دو شامبلان.
كتب شامبلان عن شلالات ريدو في الجزء الشرقي من البلدة التي بُنيت لاحقًا، وعن شلالات شوديير (أطلق شامبلان عليها هذا الاسم) في الغرب، والتي ستشغلها لاحقًا مصانع الخشب. باستثناء بعض أجزاء غاتينو والمناطق المتموضعة بعيدًا عن النهر، لم يظهر دليل على قيام أي مستوطنة في أوتاوا الحالية خلال القرنين التاليين، لكن النهر، وكذلك نهر ريدو، استُخدما للترحال. ظلّت شلالات شوديير حتى الآن غير قابلة للعبور، لذا وُجدت ممرات حولها لنقل البضائع، فكانت الرحلات تنطلق من مصب نهر أوتاوا إلى الأراضي في الداخل وحول البحيرات العظمى. ارتحل العديد من المبشرين وتجار الخشب والرحالة الفرنسيون الكنديون عبر نهر أوتاوا، مثل الشهيد اليسوعي جان دو بريبوف عام 1634 في رحلته إلى هرون. اجتاز عدد من المستكشفين والرحالة نهر غاتينو وتاجروا في المنطقة المحيطة به، مثل ميدار دي غروزييه عام 1654، وراديسون، والمستشكفين في العقد الأول من القرن الثامن عشر مثل لافيروندري (الذي أجرى 4 رحلات غربًا في ثلاثينيات وأربعينيات القرن الثامن عشر) ولاحقًا ألكسندر ماكينزي وجوزيف فروبيشر وسيمون مكتافيش ونيكولا غاتينو.
لم يكن شعب الألغونكون الوحيد الذي استوطن المنطقة التي تشكل اليوم أونتاريو. خلال القرن السابع عشر، خاض الألغونكون والوياندوت حربًا شرسة ضد الإراكوي. وصل شامبلان خلال رحلاته إلى بحيرة نيبسينغ والخليج الجورجي في مركز مقاطعة هرون قرب بحيرة سيمكو. خلال تلك الرحلات، ساعد شامبلان الوياندوت في معاركهم ضد اتحاد الإراكوي. نتيجة ذلك، أصبح الإراكوي أعداء الفرنسيين وانخرطوا في عدة صراعات ضدهم (تُعرف باسم حروب بيفر) حتى وُقعت معاهدة سلام مونتريال الكبير عام 1701.

### السياق التاريخي السابق للاستيطان
انتهت حروب السنوات السبع بين بريطانيا العظمى وفرنسا بتوقيع معاهدة باريس عام 1763، والتي أكدت استحواذ بريطانيا العظمى على كندا. بعد هزيمة الفرنسيين وحلفائهم من القبائل الاصلية في الحروب البحرية، في مدينة كيبك على سهول أبراهام ولاحقًا في مونتريال، استولت بريطانيا العظمى وسيطرت على كندا بأكملها. لاحقًا، بدأت المناطق الواقعة غرب مونتريال باستقبال العديد من المستوطنين الناطقين بالإنجليزية من بريطانيا العظمى. ازداد تعداد السكان في أونتاريو الشرقية عقب الثورة الأمريكية عام 1776 وإعلان الاستقلال. هاجر العديد من موالي الإمبراطورية المتحدة إلى كندا، بمساعدة من بريطانيا التي منحتهم 200 فدان (81 هكتار) من الأراضي وأدوات أخرى لإعادة تأسيس حياتهم.
وفقًا للقرار الدستوري عام 1791، تأسست مستعمرات كندا العليا وكندا السفلى واستمرت من السادس والعشرين من شهر ديسمبر عام 1791 إلى العاشر من فبراير عام 1841. بحلول تلك الفترة، تأسس إقليمان منفصلان ثقافيًا عن بعضهما: المستوطنون الأمريكيون البروتستانت الموالون للإمبراطورية والمهاجرون البريطانيون في كندا العليا، والسكان الكاثوليك الناطقين بالفرنسية في كندا السفلى. أدى ذلك بالضرورة إلى خلق مجتمعين منفصلين يتقاسمان أراضي شعب الألغونكون. كان لكندا العليا هيئتها التشريعية المنفصلة، ويديرها نائب الحاكم (بدءًا من جون غريفز سيمكو). كانت عاصمتها يورك (تورونتو حاليًا) التي استُوطنت عام 1796، وهو خيارٌ تأثر بخطر الغارات من طرف الأمريكان، وهو أيضًا العامل الذي دفع إلى بدء بناء قناة ريدو.